# Bologne (bande dessinée)
Pour les articles homonymes, voir Bologne (homonymie).
Bologne est une bande dessinée québécoise de Pascal Blanchet parue en 2007 aux éditions La Pastèque.

## Distinctions
Bologne a obtenu les distinctions suivantes :
- Nomination : Joe Shuster Award 2008 - Outstanding Canadian Comic Book Cartoonist (Writer/Artist)
- Grand Prix Lux 2007 - Illustration - Livre / Bande dessinée / Roman graphique
- Grand Prix Lux 2007 - Illustration - Grand Prix Illustration 2007
- Prix Bona 2009